# Abu-Mansur Ilyàs an-Nafussí
Abu-Mansur Ilyàs an-Nafussí (segle ix) fou imam-governador ibadita de la Tripolitana per compte de l'imam rustúmida de Tahart Abu-l-Yakzan Muhàmmad ibn al-Àflah (mort 894/895). Era nadiu de Tindemira al Jabal Nafusa i el seu govern abraçava tota la Tripolitana excepte Trípoli, que depenia dels emirs aglàbides d'Ifríqiya.
Quan fou nomenat governador va trobar l'oposició de la tribu ibadita amazic dels zawagha que vivia a tota la costa entre Trípoli i l'illa de Djerba, i que estava sotmesa als nafusa però se'n volia separar, ja que havia adoptat les doctrines dissidents de Khàlaf ibn as-Samh el fill del qual, Ibn Khalaf, refugiat entre la tribu, era ara el seu cap militar; Abu-Mansur va derrotar els zawagha en va fer una matança. Ibn Khalaf es va fer fort a l'illa de Djerba, però els habitants de l'illa el van entregar a Abu-Mansur.
El 879/880 el governador d'Egipte Abu-l-Abbàs Ahmed ibn Tulun va derrotar el governador aglàbida de Trípoli i va assetjar la ciutat durant 43 dies; els habitants de la ciutat van demanar ajut a Abu- Mansur que va marxar cap a Trípoli amb 12000 homes i va a atacar les forces de Abu l-Abbas a l'exterior de la ciutat i el va derrotar.